# Limba abhază
Limba abhază (în abhază: аԥсуа бызшәа, /apʰswa bɨzʃʷa/) este o limbă caucaziană vorbită în principal în Abhazia și Turcia de poporul abhaz. Este limba oficială a Republicii Abhazia, unde o vorbesc în jur de 100,000 de oameni, și a doua limbă oficială în Georgia pe teritoriul abhaz. De asemenea, este vorbită de mii de membri ai diasporei abhaze din Turcia, republica autonomă georgiană Adjara, Siria, Iordania și în alte câteva țări vestice.

Ҽ For Abkhaz

## Alfabetul abhaz
Alfabetul abhaz este un alfabet chirilic adaptat limbii abhaze și se compune din 62 de litere.
Limba abhază nu s-a scris până în secolul al XIX-lea. Până atunci, abhazii, în special prinții, foloseau limba gruzină și alfabetul georgian pentru a emite documente oficiale. Denumirea abhază pentru alfabet este анбан (anban), cuvânt ce a fost împrumutat din gruzină, ანბანი (anbani).
Primul alfabet dedicat limbii abhaze a fost creat în 1862 de generalul rus Peter von Uslar. Avea 37 de litere și se baza pe scrierea chirilică. În 1909, a fost extins la 55 de litere de către Aleksei Ciociua pentru a se ajusta mai bine la limbă.
În 1926, în timpul politicii korenizația din cadrul Uniunii Sovietice, alfabetul chirilic a fost schimbat cu unul latin  creat de Nikolai Marr. Se compunea din 77 de litere și era numit "Alfabetul analitic abhaz". În 1928, acesta a fost înlocuit de un alfabet latin reformat. Din 1938 până în 1954, s-a scris din nou în alfabetul georgian.
Din 1954, limba abhază se scrie printr-un nou alfabet chirilic de 62 de litere. Dintre acestea, 38 sunt diferite grafic una de cealaltă, iar restul sunt digrafe care constau dintr-o consoană urmată fie de <ь>, ce indică palatalizarea consoanei respective, fie de <ә>, ce indică labializarea.

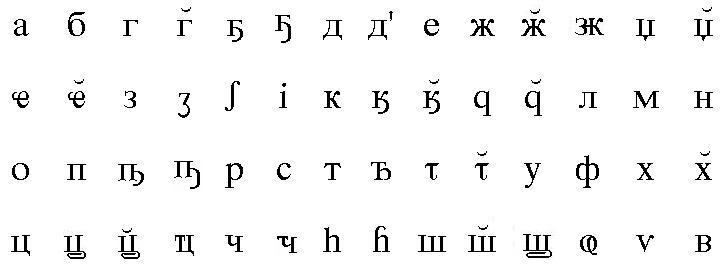
Alfabetul lui A. Ciociua (1925)

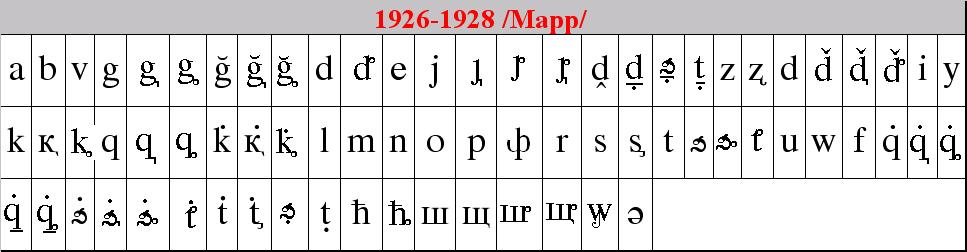
Alfabetul analitic abhaz al lui N.Marr (1926-1928)

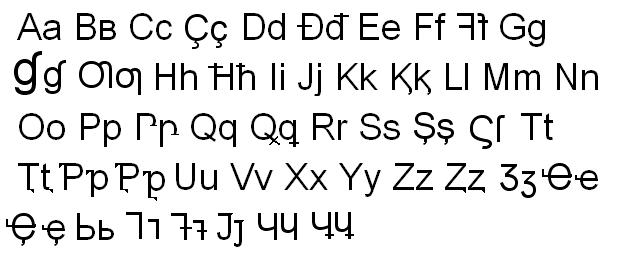
Alfabetul latin abhaz între 1928-1938

| Literă  | Transliterație | AFI                       |
| ------- | -------------- | ------------------------- |
| А а     | a              | /a/; /aː/ (< [*/ʕa, aʕ/]) |
| Б б     | b              | /b/                       |
| В в     | v              | /v/                       |
| Г г     | g              | /ɡ/                       |
| Гь гь   | g'             | /ɡʲ/                      |
| Гә гә   | g°             | /ɡʷ/                      |
| Ӷ ӷ     | ġ              | /ɣ ~ ʁ/                   |
| Ӷь ӷь   | ġ'             | /ɣʲ ~ ʁʲ/                 |
| Ӷә ӷә   | ġ°             | /ɣʷ ~ ʁʷ/                 |
| Д д     | d              | /d/                       |
| Дә дә   | d°             | /dʷ/ [d͡b]                 |
| Е е     | e              | /ɛ/                       |
| Ж ж     | ž              | /ʐ/                       |
| Жь жь   | ž'             | /ʒ/                       |
| Жә жә   | ž°             | /ʒʷ/                      |
| З з     | z              | /z/                       |
| (Ҙ ҙ)   |                | /ʑ/                       |
| Ӡ ӡ     | ʒ              | /d͡z/                      |
| Ӡә ӡә   | ʒ°             | /d͡ʑʷ/                     |
| (Ӡ’ ӡ’) |                | /d͡ʑ/                      |
| И и     | i              | /j, jɨ, ɨj/ [j, jə, iː]   |
| К к     | k              | /kʼ/                      |
| Кь кь   | k'             | /kʼʲ/                     |
| Кә кә   | k°             | /kʼʷ/                     |
| Қ қ     | k̢              | /kʰ/                      |
| Қь қь   | k̢'             | /kʲʰ/                     |
| Қә қә   | k̢°             | /kʷʰ/                     |
| Ҟ ҟ     | k̄              | /qʼ/                      |
| Ҟь ҟь   | k̄'             | /qʼʲ/                     |
| Ҟә ҟә   | k̄°             | /qʼʷ/                     |
| Л л     | l              | /l/                       |
| М м     | m              | /m/                       |
| Н н     | n              | /n/                       |
| О о     | o              | /wa, aw/ [o]              |
| П п     | p              | /pʼ/                      |
| Ԥ ԥ     | ṗ              | /pʰ/                      |
| Р р     | r              | /r/                       |
| С с     | s              | /s/                       |
| (Ҫ ҫ)   |                | /ɕ/                       |
| Т т     | t              | /tʼ/                      |
| Тә тә   | t°             | /tʼʷ/ [tʼ͡pʼ]              |
| Ҭ ҭ     | t̢              | /tʰ/                      |
| Ҭә ҭә   | t̢°             | /tʷʰ/ [t͡pʰ]               |
| У у     | u              | /w, wɨ, ɨw/ [w, wə, uː]   |
| Ф ф     | f              | /f/                       |
| Х х     | x              | /x ~ χ/                   |
| Хь хь   | x'             | /xʲ ~ χʲ/                 |
| Хә хә   | x°             | /xʷ ~ χʷ/                 |
| (Х’ х’) |                | /χ ~ χˁ/                  |
| Ҳ ҳ     | x̢              | /ħ/                       |
| Ҳә ҳә   | x̢°             | /ħʷ/                      |
| Ц ц     | c              | /t͡sʰ/                     |
| Цә цә   | c°             | /t͡ɕʷʰ/                    |
| (Ц’ ц’) |                | /t͡ɕʰ/                     |
| Ҵ ҵ     | c̄              | /t͡sʼ/                     |
| Ҵә ҵә   | c̄°             | /t͡ɕʼʷ/                    |
| (Ҵ’ ҵ’) |                | /t͡ɕʼ/                     |
| Ч ч     | č              | /t͡ʃʰ/                     |
| Ҷ ҷ     | č̢              | /t͡ʃʼ/                     |
| Ҽ ҽ     | ċ              | /t͡ʂʰ/                     |
| Ҿ ҿ     | ċ̨              | /t͡ʂʼ/                     |
| Ш ш     | š              | /ʂ/                       |
| Шь шь   | š'             | /ʃ/                       |
| Шә шә   | š°             | /ʃʷ/                      |
| Ы ы     | y              | /ɨ/                       |
| Ҩ ҩ     | o̩              | /ɥ ~ ɥˁ/ (< [*/ʕʷ/])      |
| Џ џ     | ǰ              | /d͡ʐ/                      |
| Џь џь   | ǰ'             | /d͡ʒ/                      |